# 田中俊輔 (実業家)
田中 俊輔（たなか しゅんすけ、1962年2月11日 - 2017年2月25日）は、日本の実業家。sMedio株式会社創業者・初代代表取締役社長。

## 人物・来歴
千葉大学工学部卒業後、1984年松下電器貿易入社。1985年リコー入社。1991年Macronics Inc.ディレクター。1994年SotecAmericaInc.設立、代表。1997年メガチップス東京営業所長。2001年インタービデオジャパン代表取締役。2007年コーレル代表取締役社長。
2008年ビデェイス（のちのsMedio）を設立し、代表取締役社長就任。情報機器間の通信を行うソフトウェア開発を進め、2015年には東京証券取引所マザーズに上場。海外展開などにあたっていたが、在任中の2017年に急死した。享年55。